# Vancouver-Langara (circonscription britanno-colombienne)
Pour les articles homonymes, voir Vancouver (homonymie) et Langara.
Circonscription électorale provinciale du Canada
Vancouver-Langara est une circonscription provinciale de la Colombie-Britannique représentée à l'Assemblée législative de la Colombie-Britannique depuis 1991.

## Géographie
En 2020, la circonscription représente une partie de la ville de Vancouver dans le district régional du Grand Vancouver.

## Liste des députés
| Législature       | Années            | Député            | Député              | Parti             |
| Vancouver-Langara | Vancouver-Langara | Vancouver-Langara | Vancouver-Langara   | Vancouver-Langara |
| ----------------- | ----------------- | ----------------- | ------------------- | ----------------- |
| 35e               | 1991–1996         |                   | Val Anderson (en)   | Libéral           |
| 36e               | 1996–2001         |                   | Val Anderson (en)   | Libéral           |
| 37e               | 2001-2005         |                   | Val Anderson (en)   | Libéral           |
| 38e               | 2005–2009         |                   | Carole Taylor (en)  | Libérale          |
| 39e               | 2009–2013         |                   | Moira Stilwell (en) | Libérale          |
| 40e               | 2013–2017         |                   | Moira Stilwell (en) | Libérale          |
| 41e               | 2017–2020         |                   | Michael Lee (en)    | Libérale          |
| 42e               | 2020-2023         |                   | Michael Lee (en)    | Libérale          |
| 42e               | 2023–2024         |                   | Michael Lee (en)    | BC United         |
| 43e               | 2017–en cours     |                   | Sunita Dhir (en)    | Néo-démocrate     |

## Résultats électoraux

Frontière de la circonscription en 2015.
Frontière de la circonscription en 2023.